# Lætitia Cénac
Lætitia Cénac est une journaliste culturelle et auteure française.

## Biographie
Lætitia Cénac est journaliste culturelle pour Madame Figaro.
Avec Valérie Hanotel, elle conçoit un premier ouvrage qui porte sur la mode : Guide pratique à l'usage de celles qui n'ont jamais rien à se mettre, publié en 1988. Elle s'associe ensuite à Jean-Marie del Moral pour un guide sur la gastronomie grecque (2010).
Elle écrit un ouvrage sur Gala Dalí, paru en 2012 aux éd. La Martinière. L'année suivante, alors qu'approche le centenaire de Marguerite Duras, Cénac lance une biographie illustrée à son sujet : L'écriture de la passion, toujours pour La Martinière. Elle participe ensuite à la collection « Dans les coulisses de » avec un reportage sur la Comédie-Française, illustré par Damien Roudeau (2016). En 2019, elle livre un autre reportage, cette fois sur la maison Chanel, illustré par Jean-Philippe Delhomme.

## Ouvrages
- Avec Valérie Hanotel : Guide pratique à l'usage de celles qui n'ont jamais rien à se mettre, éd. Acropole, 1988  (ISBN 2-7357-0097-6) (BNF 34988239)
- Avec Jean-Marie del Moral : Le vrai goût de la Grèce : une traversée du pays en 50 recettes, éd. Aubanel, coll. Le Vrai goût, 2010  (ISBN 978-2-7006-0591-4) (BNF 42189072)
- Gala Dalí : égérie de l'art moderne, éd. La Martinière, 2012  (ISBN 978-2-7324-5138-1) (BNF 42767541)
- Marguerite Duras : l'écriture de la passion, éd. La Martinière, 2013  (ISBN 978-2-7324-5739-0) (BNF 43693250)
- Dans les coulisses de la Comédie-Française, dessiné par Damien Roudeau, Éditions de La Martinière, coll. Dans les coulisses de, 2016  (ISBN 978-2-7324-7520-2)
- Dans les coulisses de Chanel, dessiné par Jean-Philippe Delhomme, Éditions de La Martinière, coll. Dans les coulisses de, 2019  (ISBN 978-2-7324-8650-5) (BNF 45754763)

### Documentation
- Lætitia Cénac (interviewée), Damien Roudeau (interviewé) et Thierry Wagner, « Dans la ruche de Molière », Casemate, no 95,‎ août-septembre 2016, p. 76-79.
- Margaux Krehl, « Dans les coulisses de Chanel, le beau livre illustré qui fait revivre les dernières collections de Karl Lagerfeld », Grazia,‎ 3 juin 2019 (lire en ligne).
- H. L., « Dans les coulisses de la Comédie-Française », L'Express,‎ 31 août 2016.
- (it) Steff Yotka, « Chanel, un nuovo libro che rende omaggio alla maestria dei suoi Atelier », sur vogue.it, 19 septembre 2019.